# 齐静
齐静（1963年8月—），女，汉族，安徽无为人，中华人民共和国政治人物。现任北京市人大常委会副主任。中国政法大学法律专业毕业，法学学士。

## 生平
1985年4月加入中国共产党，1985年7月参加工作。2004年5月起，历任北京市人民政府国有资产监督管理委员会助理巡视员、办公室主任、国资委副主任、党委委员等职；2008年5月转任北京市残疾人联合会理事长、党组书记。
2011年2月，任中共北京市怀柔区委副书记，3月起任代区长，4月转正。2013年3月，任中共怀柔区委书记。
2017年6月23日，在中共北京市第十二届委员会第一次全体会议上当选为中共北京市委常委，同時擔任市委统战部部长。2018年1月，当选第十三届全国政协委员。
2020年12月，转任中共北京市委政法委书记。2022年1月，当选为北京市人大常委会副主任。同年6月，不再担任中共北京市委常委。